# Саути, Роберт
Роберт Саути (англ. Robert Southey; 12 августа 1774 года — 21 марта 1843 года) — британский поэт-романтик, представитель «озёрной школы». В наше время известен главным образом сказкой «Три медведя».

## Биография
Роберт Саути родился 12 августа 1774 года в Бристоле. Учился в Вестминстерской школе и в Оксфорде, где познакомился с Кольриджем. В молодости увлекался идеями французской революции и написал драму «Уот Тайлер» в революционном духе.
Много путешествовал, жил в Испании и Португалии; ему принадлежат переводы рыцарских романов (в частности, знаменитого «Амадиса Гальского», цикла о палмейринах и лучшего сочинения этой серии «Палмейрина Английского»), а многие его баллады написаны на сюжеты из истории и легенд этих стран, например, «Королева Урака и пять мучеников» (Queen Orraca, and the Five Martyrs of Morocco, 1803).

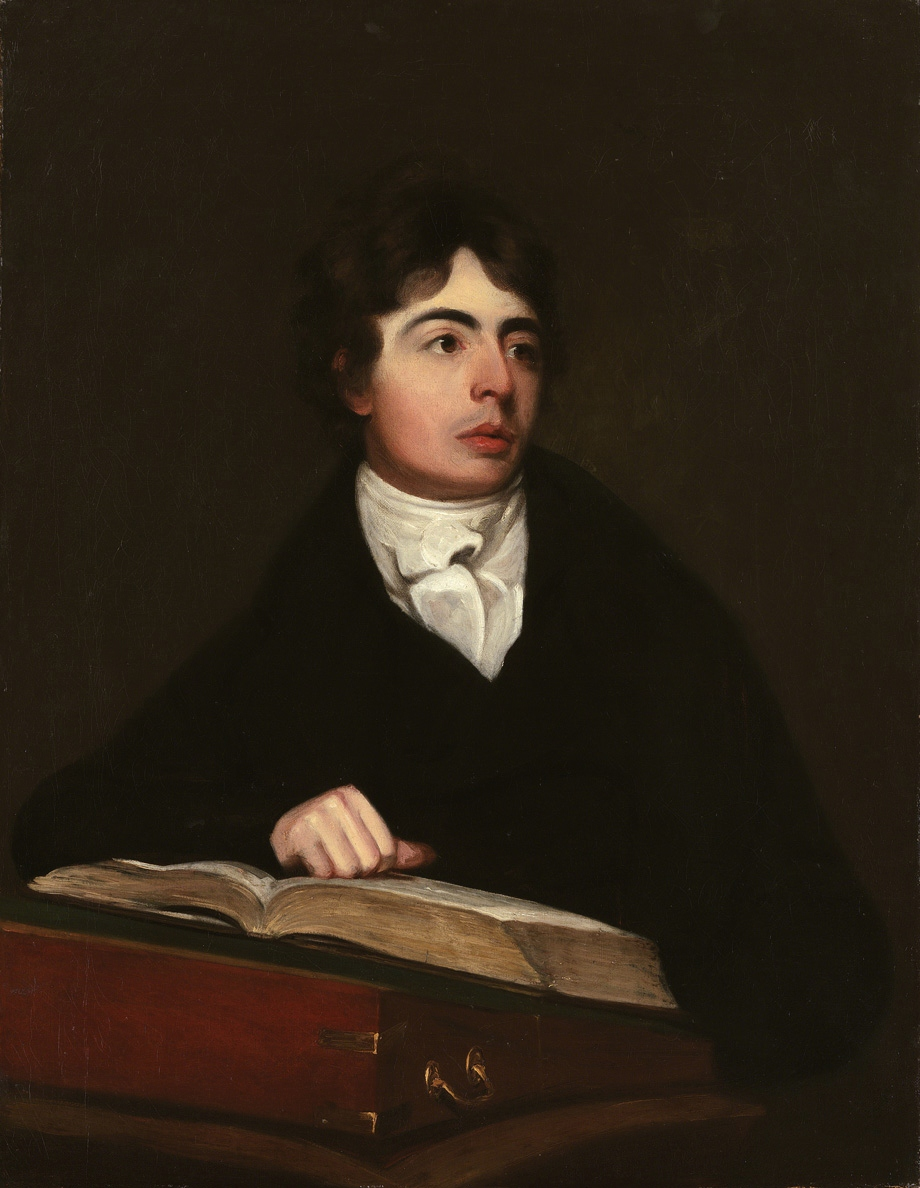
Роберт Саути

Саути написал 5 больших описательных поэм — каждая на сюжет из мифологии разных народов: «Талаба-разрушитель» (1801), «Мэдок» (1805), «Проклятие Кехамы» (1810), «Родерик, последний из готов» (1814), «Видение суда» (1821).
«Родерик» — самое удачное из эпических произведение Саути, написанное на сюжет из борьбы христиан-вестготов с маврами. В этой поэме много страсти, движения; подъём патриотических чувств прекрасно изображен; стих очень художественный и мелодичный. В лирической поэзии Саути много страстности: он пламенно ненавидел Наполеона, написал, среди других официальных «стихотворений на случай», нежную поэму «На смерть принцессы Шарлотты» и много других маленьких стихотворений, идиллических и отчасти добродушно юмористических.
После того, как в 1803 году вышел дебютный сборник стихов 17-летнего Генри Кирка Уайта критика отнеслась к молодому поэту довольно сурово, но Саути сумел разглядеть в юноше талант и взял его под своё крыло. Их дружба продлилась до самой скоропостижной смерти Уайта в 1806 году.
В 1813 году был избран придворным поэтом-лауреатом; после Саути это звание стало лишь почётным титулом первого поэта страны, но для него оно ещё было связано с обязанностью писать оды, посвящённые членам королевской семьи (в то время крайне непопулярной) по различным официозным поводам. Саути критиковался многими современниками (в частности, Байроном: в начале «Дон Жуана» и в сатирической поэме «Видение суда», созданной в ответ на одноимённое сочинение Саути) за сервилизм по отношению к монарху и к европейской реакции 1810—1820-х годов.
Саути ввёл в английский язык немало новых слов. Например, в 1809 году в журнале Quarterly review он употребил слово «автобиография», предрекая бум автобиографий в будущем. В 1819 году Саути в сочинении «История Бразилии» позаимствовал из гаитянского французского языка слово «зомби».

## Саути в России

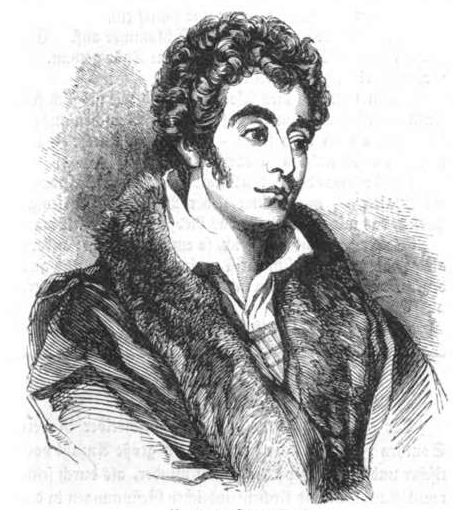
Роберт Саути

Роберт Саути оказал заметное влияние на русскую литературу. Фактами русской поэзии стали его баллады «О том, как одна старушка ехала…», «Суд Божий над епископом», «Доника», «Ательстан», переведённые В. А. Жуковским. Его творчество высоко ценил Пушкин, переведший начало «Гимна пенатам» и «Мэдока», а также вдохновившийся сюжетом его «Родерика» для создания оригинальной поэмы на этот же сюжет («Родрик»).
Примечательно, что сам поэт интересовался Россией, о чём свидетельствует его сатирическая баллада «Поход на Москву» (The March to Moscow, 1813), где он высмеивает завоевательные планы Наполеона.
В начале XX века Саути переводили Гумилёв и Лозинский. В 1922 году в издательстве «Всемирная литература» появилось первое в России отдельное издание баллад Саути, составленное Н. Гумилёвым. В 2006 году вышло подготовленное Е. Витковским двуязычное издание, значительную часть которого составляют новые переводы.

## Издания на русском языке
- Баллады. Предисловие Н. Гумилёва. П.: Всемирная литература, 1922.
- Баллады. Сборник. На англ. и русск. яз. Сост., послесл. и прим. Е. Витковского. М.: Радуга, 2006.